# John Tchicai
John Martin Tchicai (Copenaghen, 28 aprile 1936 – Perpignano, 8 ottobre 2012) è stato un sassofonista e compositore danese.
Nel corso della sua carriera ha collaborato, tra gli altri, con John Coltrane (Ascension), Albert Ayler (New York Eye and Ear Control), New York Art Quartet e New York Contemporary Five.

## Discografia parziale
- 1968 – Cadentia Nova Danica
- 1975 – Willi the Pig
- 1977 – Real Tchicai
- 1985 – Cassava Balls
- 2005 – Big Chief Dreaming
- 2005 – Hymne til Sofia
- 2009 – In Monk's Mood